# Micrura curacaoensis
Micrura curacaoensis är en djurart som tillhör fylumet slemmaskar, och som beskrevs av Stiasny-Wijnhoff 1925. Micrura curacaoensis ingår i släktet Micrura och familjen Lineidae. Inga underarter finns listade i Catalogue of Life.